# F1 레이스
F1 레이스(F1 Race, 일본어: F1レース)는 레이싱 비디오 게임이다. HAL 연구소가 개발하고 닌텐도가 1984년 패밀리 컴퓨터용으로 배급하였다. 게임보이용으로 일본에서 1990년에, 유럽과 북아메리카에서는 4인 게임플레이를 위한 4플레이어 어댑터를 포함, 1991년에 출시되었다.

## 평가
| 평가                                                          |        |
| ------------------------------------------------------------- | ------ |
| 평론 점수 평론사 점수 올게임 [ 1 ] Consoles Plus 95/100 [ 2 ] |        |
| 평론 점수                                                     |        |
| 평론사                                                        | 점수   |
| 올게임                                                        | [ 1 ]  |
| Consoles Plus                                                 | 95/100 |